# Dębiny (Przasnysz)
Pour les articles homonymes, voir Dębiny.
Dębiny (prononciation : [dɛmˈbinɨ]) est un village polonais de la gmina de Przasnysz dans le powiat de Przasnysz de la voïvodie de Mazovie dans le centre-est de la Pologne.
Il se situe à environ 9 kilomètres au nord-est de Przasnysz (siège du powiat et de la gmina) et à 94 km au nord de Varsovie (capitale de la Pologne).
Le village compte approximativement une population de 90 habitants en 2006.

## Histoire
De 1975 à 1998, le village appartenait administrativement à la voïvodie d'Ostrołęka.

## Personnalités liées au village
- Le Cardinal Aleksander Kakowski est né dans ce village.